# 阿拉伯聯合共和國
阿拉伯聯合共和國（阿拉伯语：الجمهورية العربية المتحدة），簡稱阿联，是1958年2月1日由埃及與敘利亞联合组成的泛阿拉伯國家。伊拉克因局勢不穩而没有加入。1958年3月8日，阿拉伯聯合共和國和也门王国（后来的也门阿拉伯共和国）组成邦联性质的阿拉伯合众国。由于埃及的霸权主义政策，1961年9月28日敘利亞宣佈退出阿拉伯聯合共和國，1961年12月26日阿拉伯合众国也宣布解散。但埃及仍然保留阿拉伯聯合共和國的國號直到1971年9月2日為止。
值得注意的是：埃及和伊拉克兩國的國旗与国徽直到現在仍然非常相似，都是從阿拉伯聯合共和國的國旗及国徽演變而來；就連也门、苏丹的國旗也與共和國的國旗式樣相似。

## 成立
1952年埃及共和国成立后纳赛尔提倡泛阿拉伯主义。这个政策的目的在于阿拉伯国家的非殖民化，排除美国、英国和法国在中东和北非的影响以及解放巴勒斯坦。保守派的沙特阿拉伯、伊拉克和约旦的王室则反对这个政策。叙利亚当时是埃及唯一的支持者。1958年春大马士革要求簽署一份联合条约。同年2月1日该条约正式簽署。叙利亚要求簽署这份条约的原因是土耳其对叙利亚的战争威胁，此前在1957年12月在两国边境上就已经爆发激烈的战斗。叙利亚觉得自己受到中部公約組織的威胁。而埃及则在第二次中东战争后在国际上被孤立。纳赛尔认为两国联合是联合所有阿拉伯国家的第一步。

## 反应
作为对阿拉伯聯合共和國的反应，1958年2月，伊拉克和约旦达成协议也要合并，组成阿拉伯联邦。但是，由于同年伊拉克的王朝被推翻，这个计划未能实现。美国派空军入驻约旦，以防止约旦发生类似的政变。政变后的伊拉克却拒绝加入阿拉伯聯合共和國。在黎巴嫩亲西方的基督教徒和泛阿拉伯的穆斯林之间爆发冲突。美国介入后使得这场冲突没有扩大。

## 合众国
阿拉伯联合共和国是埃及和叙利亚联盟于1958年组建的主权国家。同年，已经与埃及签署防务协议的也门王国（北也门于1958年加入这个新国家），成立了一个名为阿拉伯合众国的松散联盟。作出这一决定的一个原因是，长期以来，也门一直感觉到它的北方邻国沙特阿拉伯的威胁，（两国打过一场1934年的战争，仍然共享一条部分未划定的边界），因此把邦联视为安全的来源。 然而，与阿拉伯联合共和国的成员国不同，也门仍然是一个独立的主权国家。它在整个邦联时期都保持着联合国会员资格和单独的大使馆。
联盟和联邦都没有履行1961年解散时作为泛阿拉伯主义或阿拉伯民族主义载体的职责。

## 解散
联盟中的两个国家有许多分歧。埃及把所有在叙利亚从事的企业和银行国有化，并确定开罗为整个共和国的首都，几乎所有的政府成员都是埃及人，叙利亚因此觉得自己被欺骗和出卖。1961年9月27日叙利亚军队政变，次日宣布联盟解散。叙利亚将其名称改为叙利亚阿拉伯共和国，而埃及仍保持阿拉伯聯合共和國的国名。1971年9月2日阿拉伯聯合共和國更名为埃及阿拉伯共和国。

## 成員國
| 国家               | 建国日期      | 政治体制 |
| ------------------ | ------------- | -------- |
| 敘利亞阿拉伯共和國 | 1946年4月17日 | 共和制   |
| 埃及阿拉伯共和國   | 1953年6月18日 | 共和制   |

## 解散后成員國现行國徽國旗

### 阿拉伯埃及共和国
- 埃及国旗（1984年至今）
- 埃及国徽（1984年至今）

### 阿拉伯叙利亚共和国
- 叙利亚国旗（2024年至今）
- 叙利亚国徽（2025年至今）

### 也门共和国
- 也门国旗（1990年至今）
- 也门国徽（1990年至今）

### 军旗
- 阿拉伯联合共和国陆军
- 阿拉伯联合共和国海军
- 阿拉伯联合共和国空军
- 阿拉伯联合共和国统帅旗